# Campeonato sanmarinense de fútbol 2010-11

El Campeonato Sanmarinense 2010-11 fue la 26ª edición del  Campeonato sanmarinense de fútbol. Participaron 15 equipos ya que no hay ascensos ni descensos. Comenzó el 17 de septiembre de 2010 y finalizó el 26 de mayo de 2011. 
SP Tre Fiori conquistó su 7º título en la competición.

## Equipos participantes
| Club                | Ciudad         |
| ------------------- | -------------- |
| AC Juvenes/Dogana   | Serravalle     |
| AC Libertas         | Borgo Maggiore |
| FC Domagnano        | Domagnano      |
| FC Fiorentino       | Fiorentino     |
| SC Faetano          | Faetano        |
| SP Cailungo         | Borgo Maggiore |
| SP La Fiorita       | Montegiardino  |
| SP Tre Fiori        | Fiorentino     |
| SP Tre Penne        | Serravalle     |
| SS Cosmos           | Serravalle     |
| SS Folgore/Falciano | Serravalle     |
| SS Murata           | San Marino     |
| SS Pennarossa       | Chiesanuova    |
| SS San Giovanni     | Borgo Maggiore |
| SS Virtus           | Acquaviva      |

## Fase regular

### Grupo A
| Pos. | Equipo         | PJ | PG | PE | PP | GF | GC | DG  | Pts. |                               |
| ---- | -------------- | -- | -- | -- | -- | -- | -- | --- | ---- | ----------------------------- |
| 1    | Pennarossa     | 20 | 13 | 3  | 4  | 31 | 15 | +16 | 42   | Clasificación a los Play-offs |
| 2    | La Fiorita     | 20 | 10 | 6  | 4  | 44 | 28 | +16 | 36   | Clasificación a los Play-offs |
| 3    | Cosmos         | 20 | 11 | 3  | 6  | 22 | 22 | 0   | 36   | Clasificación a los Play-offs |
| 4    | Juvenes/Dogana | 20 | 8  | 5  | 7  | 37 | 31 | +6  | 29   |                               |
| 5    | Faetano        | 20 | 7  | 3  | 10 | 30 | 33 | −3  | 24   |                               |
| 6    | Fiorentino     | 20 | 5  | 4  | 11 | 22 | 37 | −15 | 19   |                               |
| 7    | Cailungo       | 20 | 2  | 4  | 14 | 17 | 40 | −23 | 10   |                               |

### Grupo B
| Pos. | Equipo       | PJ | PG | PE | PP | GF | GC | DG  | Pts. |                               |
| ---- | ------------ | -- | -- | -- | -- | -- | -- | --- | ---- | ----------------------------- |
| 1    | Tre Fiori    | 21 | 11 | 6  | 4  | 41 | 26 | +15 | 39   | Clasificación a los Play-offs |
| 2    | Libertas     | 21 | 10 | 7  | 4  | 26 | 13 | +13 | 37   | Clasificación a los Play-offs |
| 3    | Tre Penne    | 21 | 10 | 6  | 5  | 32 | 19 | +13 | 36   | Clasificación a los Play-offs |
| 4    | Murata       | 21 | 9  | 8  | 4  | 34 | 19 | +15 | 35   |                               |
| 5    | Virtus       | 21 | 8  | 6  | 7  | 32 | 32 | 0   | 30   |                               |
| 6    | San Giovanni | 21 | 9  | 2  | 10 | 29 | 34 | −5  | 29   |                               |
| 7    | Folgore      | 21 | 3  | 4  | 14 | 21 | 44 | −23 | 13   |                               |
| 8    | Domagnano    | 21 | 0  | 9  | 12 | 17 | 42 | −25 | 9    |                               |

## Play-offs de campeonato

### Primera ronda
| Fecha             | Estadio                      | Local      | Marcador | Visita    |
| ----------------- | ---------------------------- | ---------- | -------- | --------- |
| 4 de mayo de 2011 | Stadio Fonte dell'Ovo        | La Fiorita | 3-1      | Tre Penne |
| 3 de mayo de 2011 | Campo Sportivo di Fiorentino | Libertas   | 0-2      | Cosmos    |

### Segunda ronda
| Fecha             | Estadio                      | Local      | Marcador | Visita   |
| ----------------- | ---------------------------- | ---------- | -------- | -------- |
| 7 de mayo de 2011 | Campo Sportivo di Fiorentino | La Fiorita | 2-4      | Cosmos   |
| 7 de mayo de 2011 | Campo Sportivo di Fiorentino | Tre Penne  | 4-1      | Libertas |

### Tercera ronda
| Fecha              | Estadio               | Local      | Marcador   | Visita    |
| ------------------ | --------------------- | ---------- | ---------- | --------- |
| 11 de mayo de 2011 | Stadio Fonte Dell'Ovo | Pennarossa | 1-2 (pro.) | Tre Fiori |
| 12 de mayo de 2011 | Stadio Fonte Dell'Ovo | La Fiorita | 0-2        | Tre Penne |

### Cuarta ronda
| Fecha              | Estadio               | Local      | Marcador | Visita    |
| ------------------ | --------------------- | ---------- | -------- | --------- |
| 17 de mayo de 2011 | Stadio Fonte Dell'Ovo | Tre Fiori  | 2-0      | Cosmos    |
| 16 de mayo de 2011 | Stadio Fonte Dell'Ovo | Pennarossa | 1-3      | Tre Penne |

### Semifinal
| Fecha              | Estadio          | Local  | Marcador   | Visita    |
| ------------------ | ---------------- | ------ | ---------- | --------- |
| 21 de mayo de 2011 | Estadio Olímpico | Cosmos | 1-2 (pro.) | Tre Penne |

### Final
| 26 de mayo de 2011 | Tre Fiori  | 1-0     | Tre Penne | Estadio Olímpico, Serravalle |  |
| 21:00              | Giunta 21' | Reporte |           |                              |  |

## Goleadores
| Posición | Jugador           | Club           | Goles |
| -------- | ----------------- | -------------- | ----- |
| 1        | Alessandro Giunta | Tre Fiori      | 13    |
| 2        | Marco Fantini     | Juvenes/Dogana | 12    |
| 2        | Paolo Montagna    | Cosmos         | 12    |
| 2        | Roberto Gatti     | Murata         | 12    |
| 2        | Adolfo Hirsch     | Virtus         | 12    |
| 2        | Francesco Viroli  | Faetano        | 12    |